# Hjalti
Ne doit pas être confondu avec Hjalte.
Cette page présente le prénom Hjalti ainsi que ses variantes.
Hjalti est un prénom masculin scandinave dérivé du vieux norrois hjalt « poignée (d'épée) », ; Hjalti peut également désigner un « Homme (originaire) du Hjaltland ». Ce prénom, assez rare de nos jours, se rencontre essentiellement en Islande.
Le prénom Hjalti est à l'origine des noms islandais Hjaltason (« Fils de Hjalti ») et Hjaltadóttir (« Fille de Hjalti »).

## Personnages historiques
- Hjalti Skeggiason (en), chef islandais des Xe et XIe siècles qui favorisa la christianisation de l'Islande.

## Personnalités contemporaines
Par ordre alphabétique
- Hjalti Árnason (en) (né en 1963), homme fort islandais ;
- Hjalti Guðmundsson (en) (né en 1978), nageur islandais.
- Pour l'ensemble des articles sur les personnes portant ce prénom, consulter :
  - la liste des articles dont le titre commence par ce prénom
  - les listes produites par Wikidata : Liste des personnes de prénom « Hjalti » — même liste en incluant les éventuels prénoms composés qui contiennent « Hjalti ».